# Museu Nacional d'Islàndia

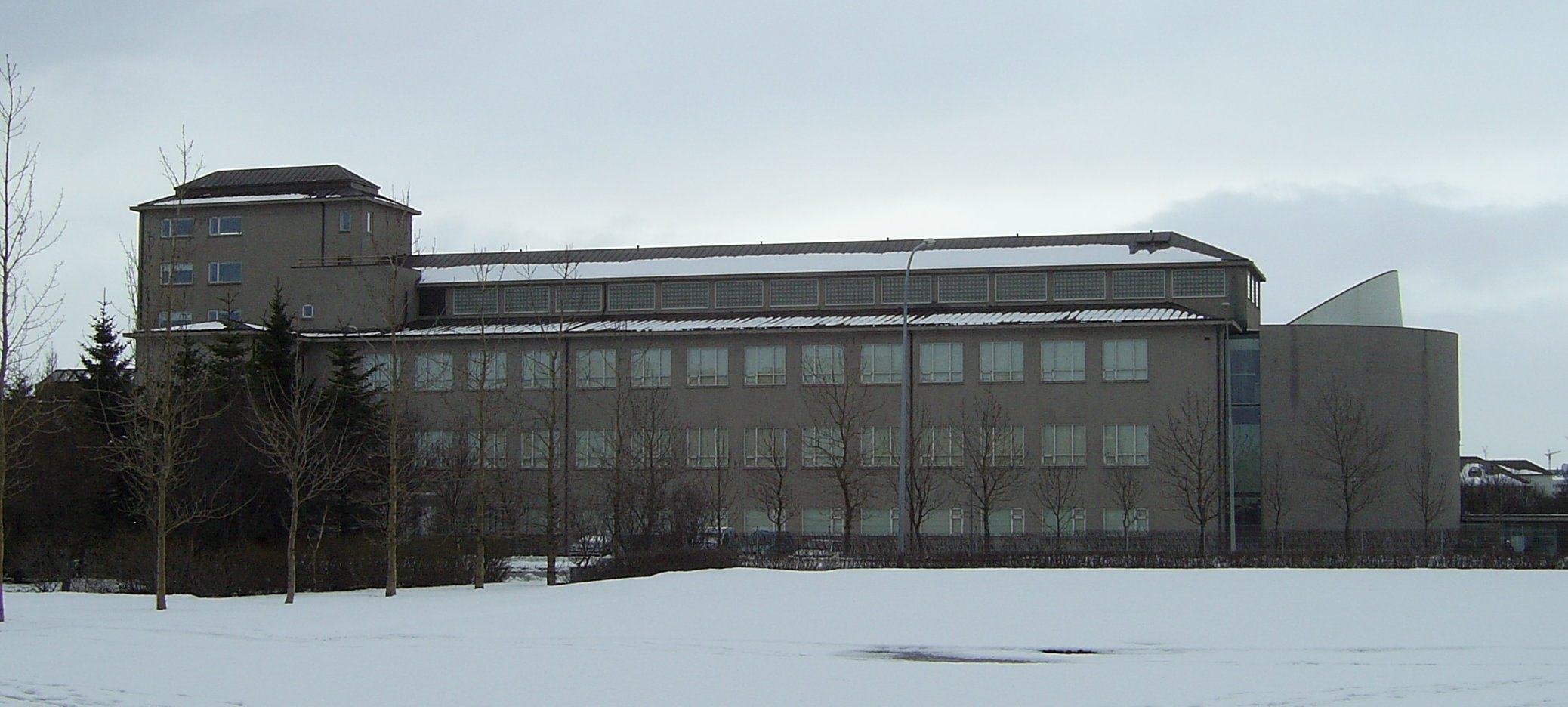
Vista lateral del museu.

El Museu Nacional d'Islàndia (en islandès: Þjóðminjasafn Íslands) és una institució museística que es troba a Reykjavík, la capital d'Islàndia.

## Història
El museu va ser inaugurat el 24 de febrer de 1863 com a "Museu d'Antiguitats" (Forngripasafnið); després va rebre el seu nom actual l'any 1911. Jón Árnason, com a primer comissari del museu, va reunir una col·lecció d'objectes del passat d'Islàndia fins llavors part del Museu Nacional de Dinamarca i altres museus danesos. El segon comissari del museu, Sigurður Gudmundsson (que no s'ha de confondre amb l'escultor Sigurdur Gudmundsson), va advocar per la creació d'una col·lecció d'antiguitats.
Abans d'establir-se en la que és la seva ubicació actual des de 1950 a Suðurgata 41, 101 Reykjavík, el museu va estar situat en la part superior de diversos edificis com la Catedral del Crist Rei, l'antiga presó de l'estat (ara la Casa de Govern), l'Alþingishúsið (Casa del Parlament), el Banc Nacional, i finalment l'àtic de l'edifici de la Biblioteca Nacional a Hverfisgata (Safnahúsið, actual Casa de la Cultura) durant quaranta anys.
L'edifici principal compta amb un primer pis per a les exposicions temporals, la botiga del museu i la cafeteria, i dos pisos superiors per a l'exposició permanent. L'administració es troba en un edifici separat, pocs metres a l'est de l'edifici principal.

## Exposicions

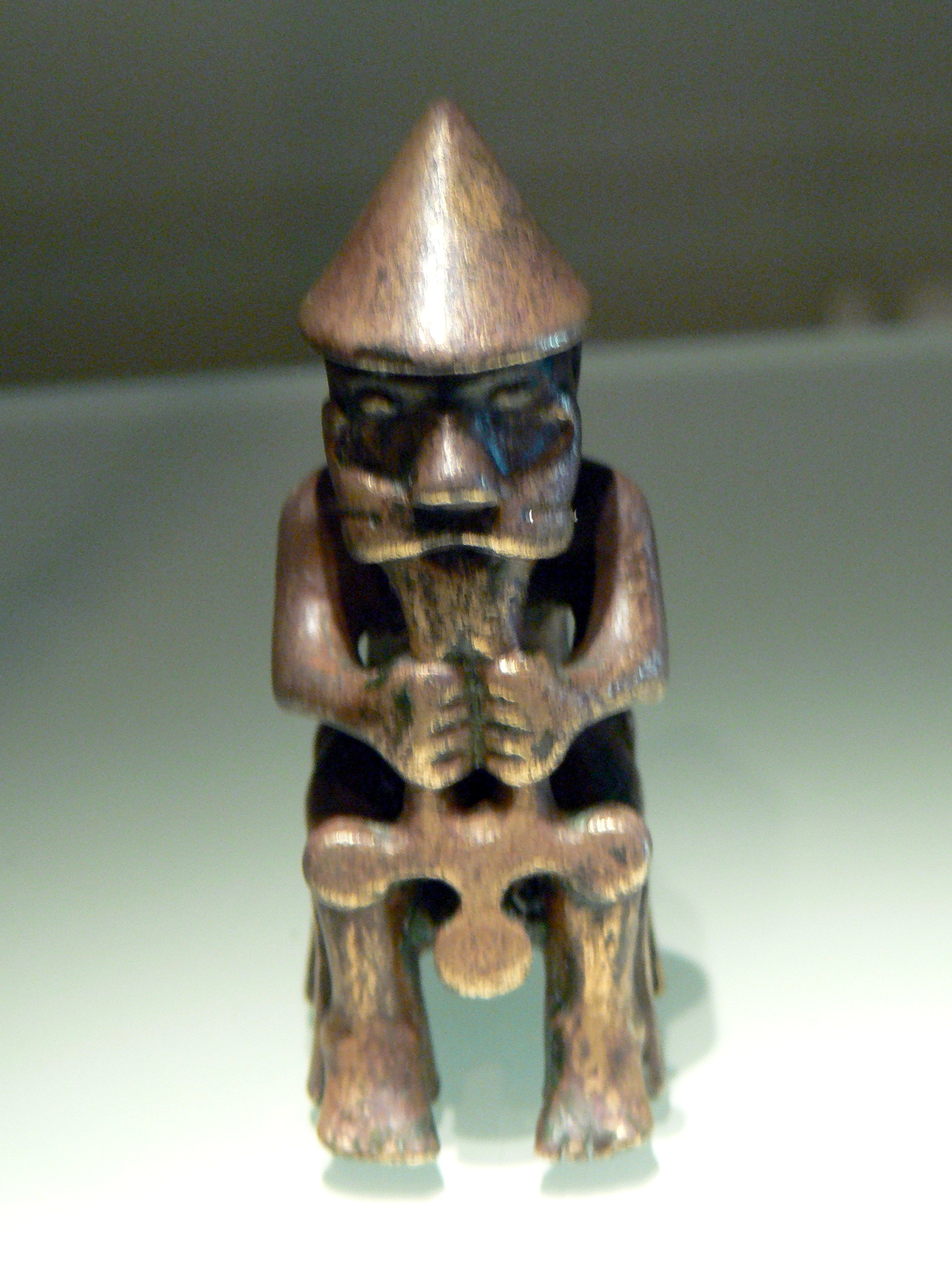
Estatueta de Thor d'Eyrarland, també anomenada "Estàtua d'Eyrarland" que es troba en el museu.

El museu compta amb diversos utensilis i eines dels primers pobladors vikings, entre els quals destaca l'Estatueta de Thor d'Eyrarland que és el vestigi més famós del museu.
Una altra peça destacada en l'exposició permanent és la porta de l'església de Valþjófsstaður, una cèlebre talla que representa una versió de la llegenda del Cavaller i el Lleó, en què un cavaller mata a un drac, alliberant així un lleó que es converteix en el seu company.

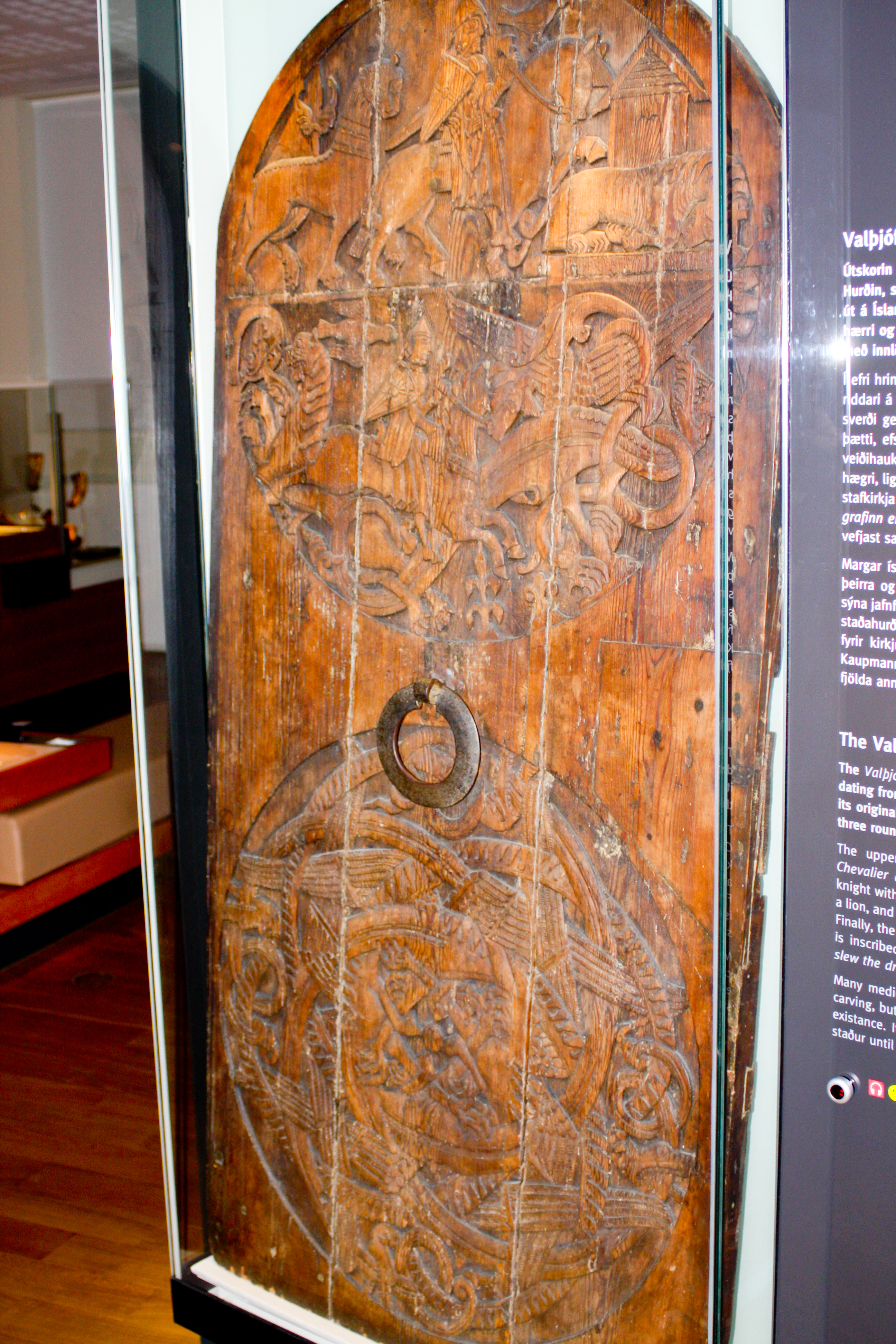
Porta de l'església de Valþjófsstaður.

## Col·lecció
La col·lecció del museu consisteix en aproximadament 100.000 objectes, dels quals uns 2000 objectes i unes 1000 fotos es troben en l'exposició permanent.
L'exposició permanent es presenta de forma cronològica amb el títol de "Neix una nació, 1200 anys de cultura i societat a Islàndia" abarcant la història cultural d'Islàndia des de l'època de la colonització fins a l'actualitat, les parts més antigues de la història es presenten principalment amb troballes arqueològiques, les èpoques posteriors amb més temes folklòrics. La primera secció de l'exposició representa un vaixell, ja que va ser de gran utilitat per als primers colons, i l'última és del sistema d'equipatges de l'aeroport de Keflavík presentat com la porta que connecta Islàndia amb el món.

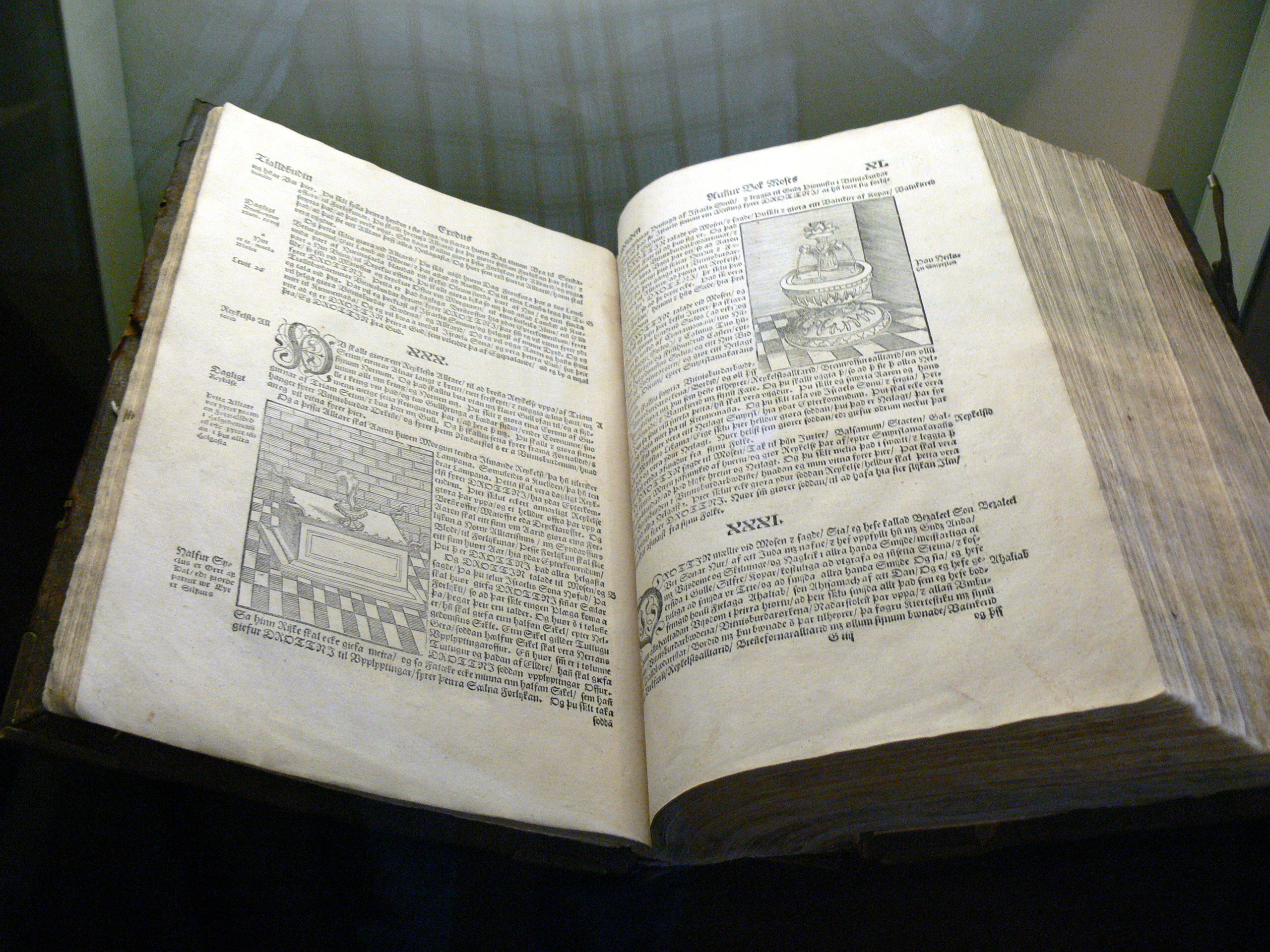
Primera impressió completa de la Bíblia en islandès per Guðbrandur Þorláksson.

## Organització i tasques

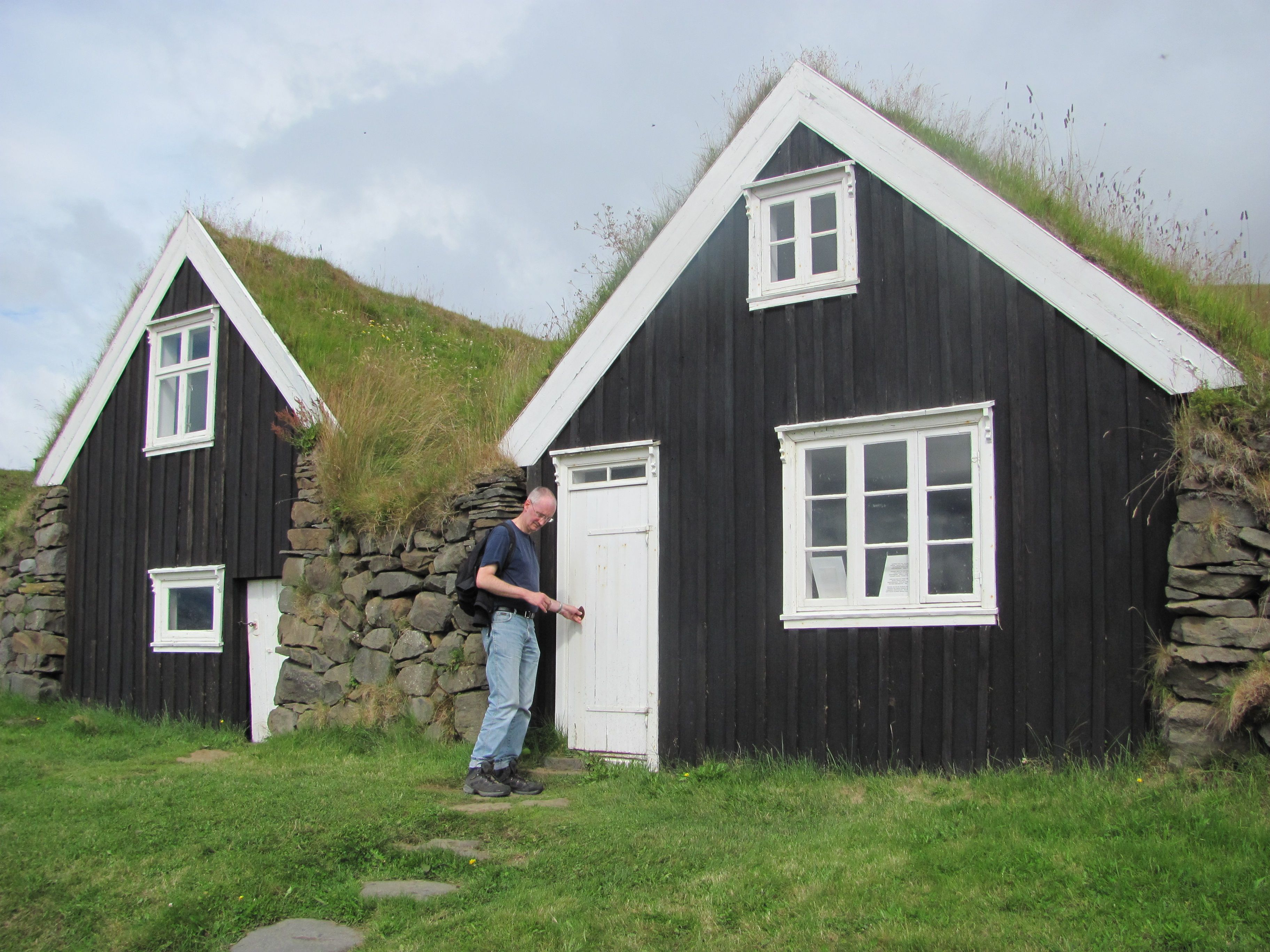
Cases tradicionals de torba, part del Museu Nacional al Parc Nacional Skaftafell.

La tasca principal del museu és preservar l'evidència històrica d'Islàndia, inclosos tant objectes com béns immobles. Aproximadament 43 edificis històrics en tota Islàndia també formen part de la xarxa del Museu Nacional. Aquests inclouen totes les cases de torba (torfbæanar) importants i totes les esglésies de torba que s'han conservat autènticament, diverses esglésies de fusta i una sèrie d'edificis no eclesiàstics.
El museu també té la tasca d'explorar i transmetre el patrimoni històric d'Islàndia, oferint visites guiades i activitats educatives. També organitza al llarg de l'any diverses exposicions temporals i es pot visitar tots els dies de l'any, menys els dilluns, que roman tancat. Els horaris varien en funció de l'època de l'any.

## Mencions
L'any 2006, el museu va rebre una menció especial com a Museu europeu de l'Any del European Museum Forum.

## Galeria

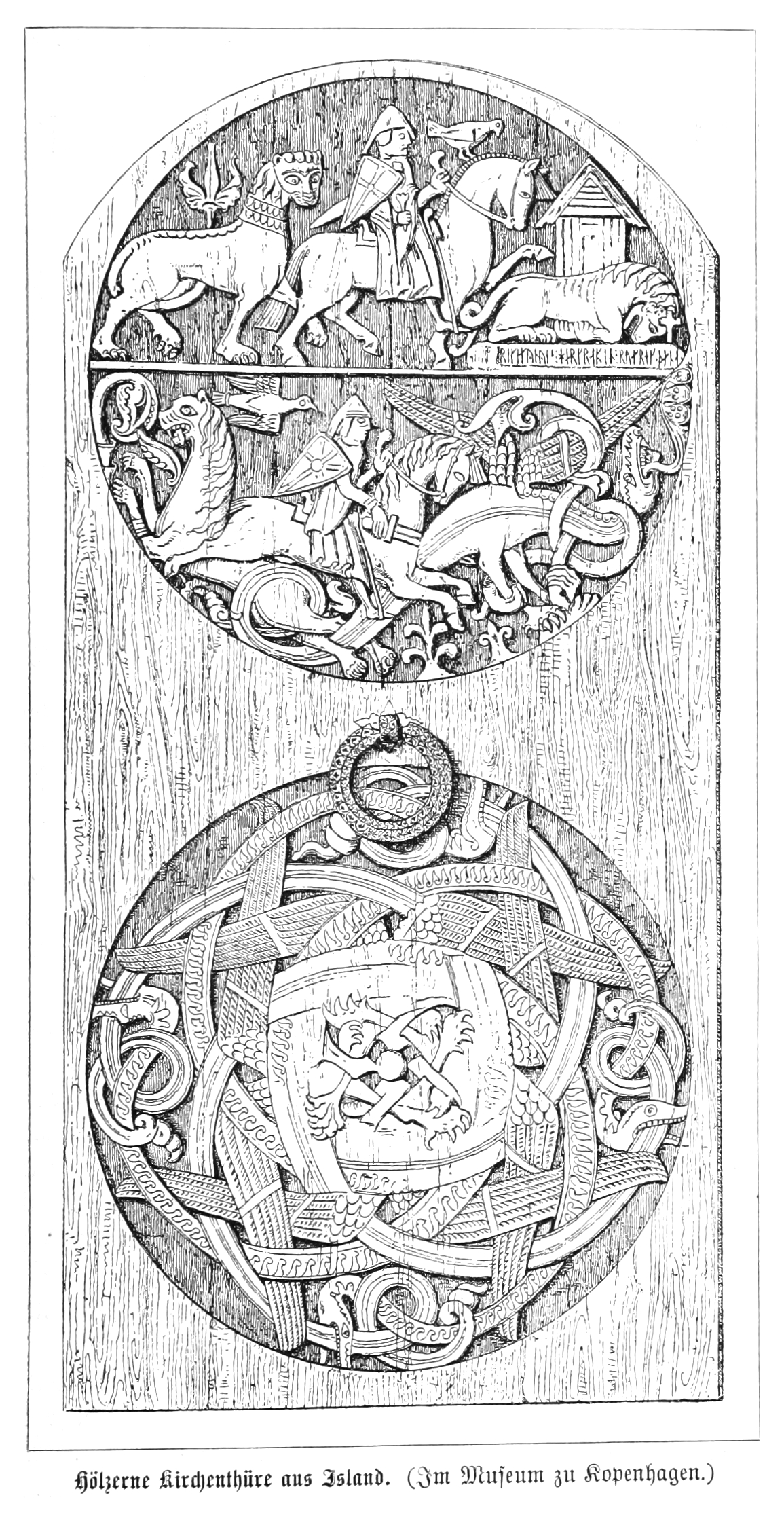
Il·lustració de la porta de Valþjófsstaður
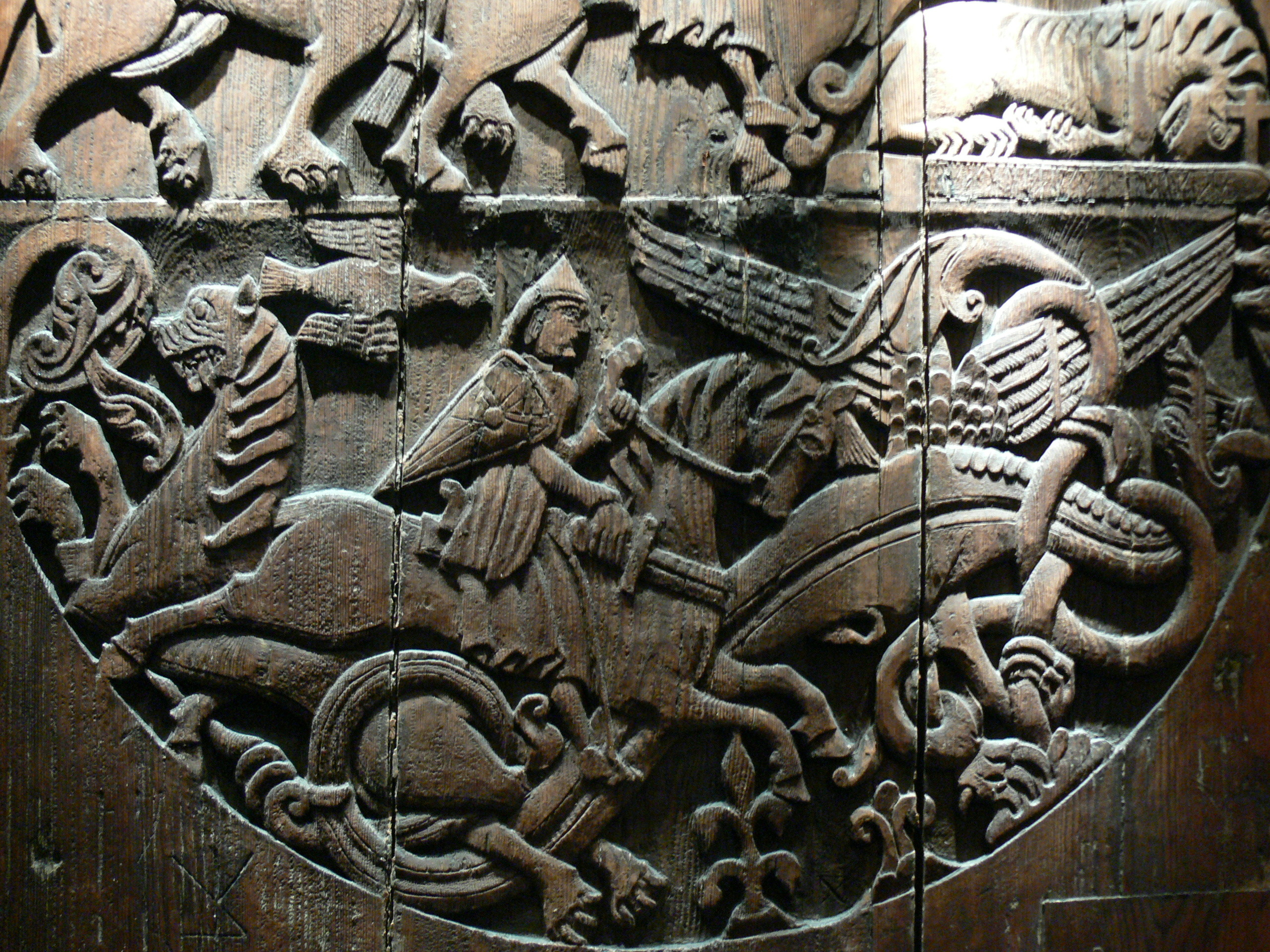
Detall de porta de Valþjófsstaður
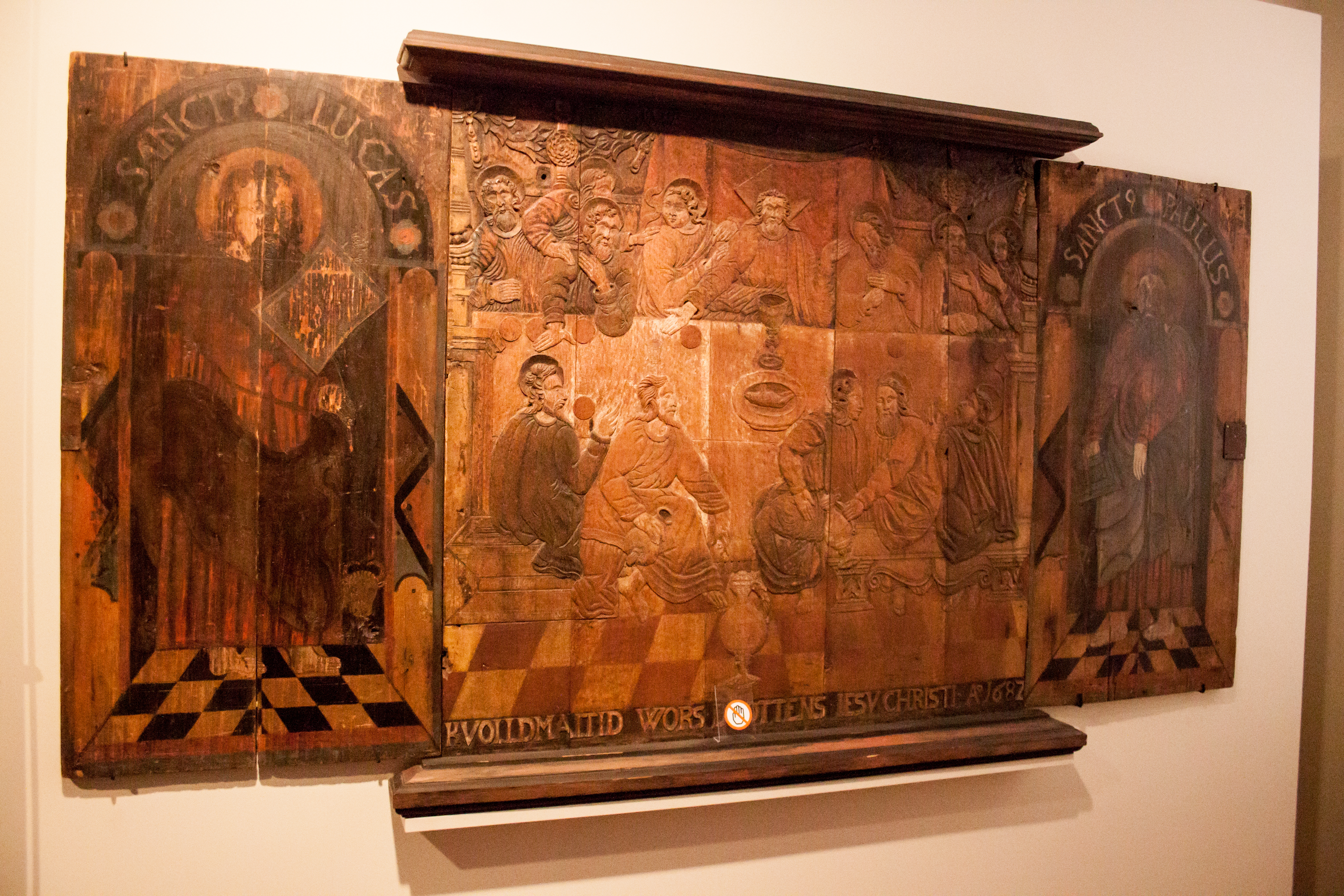
Tríptic de roure tallat i pintat
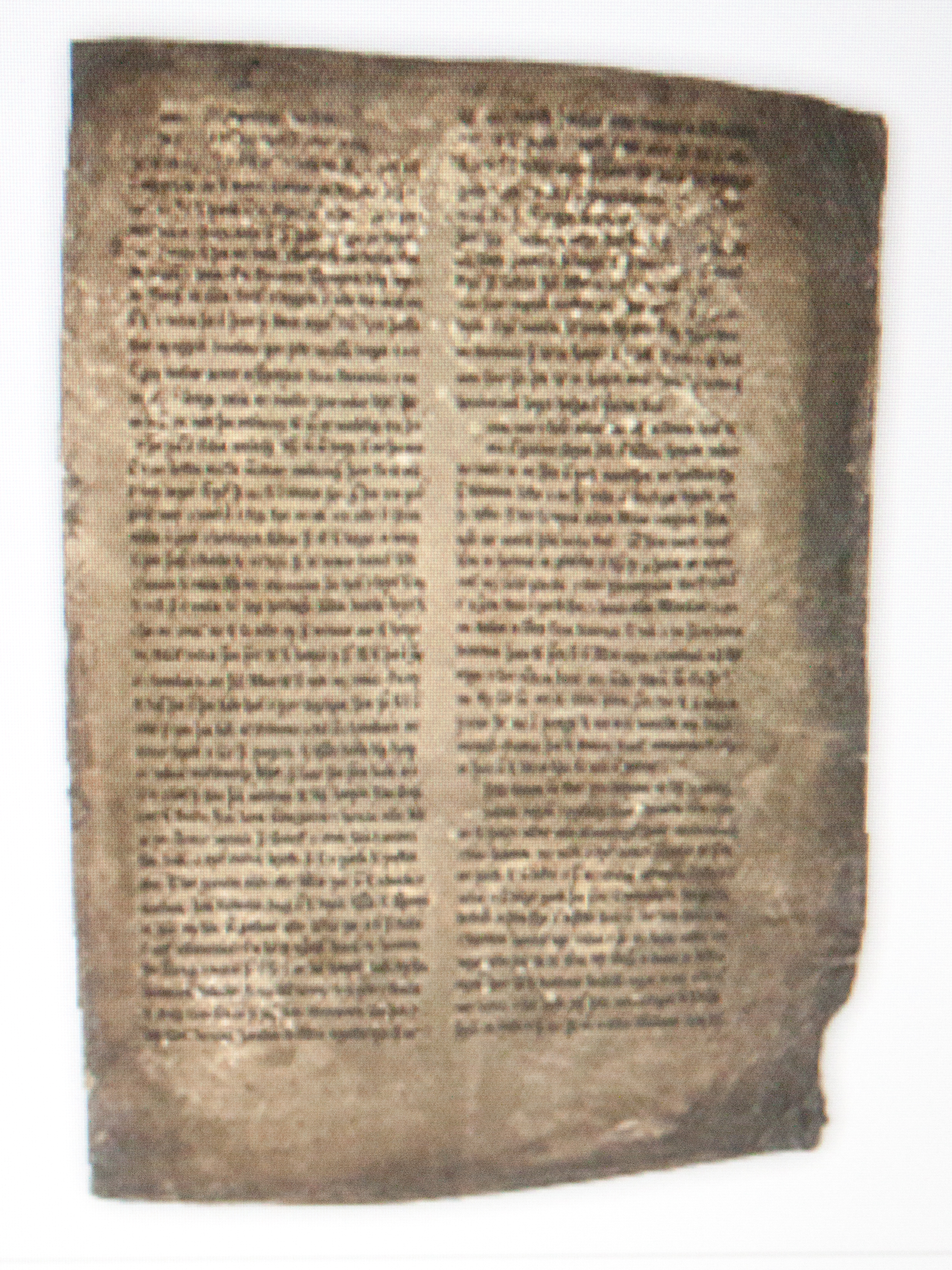
Pàgina de la Saga Sturlunga
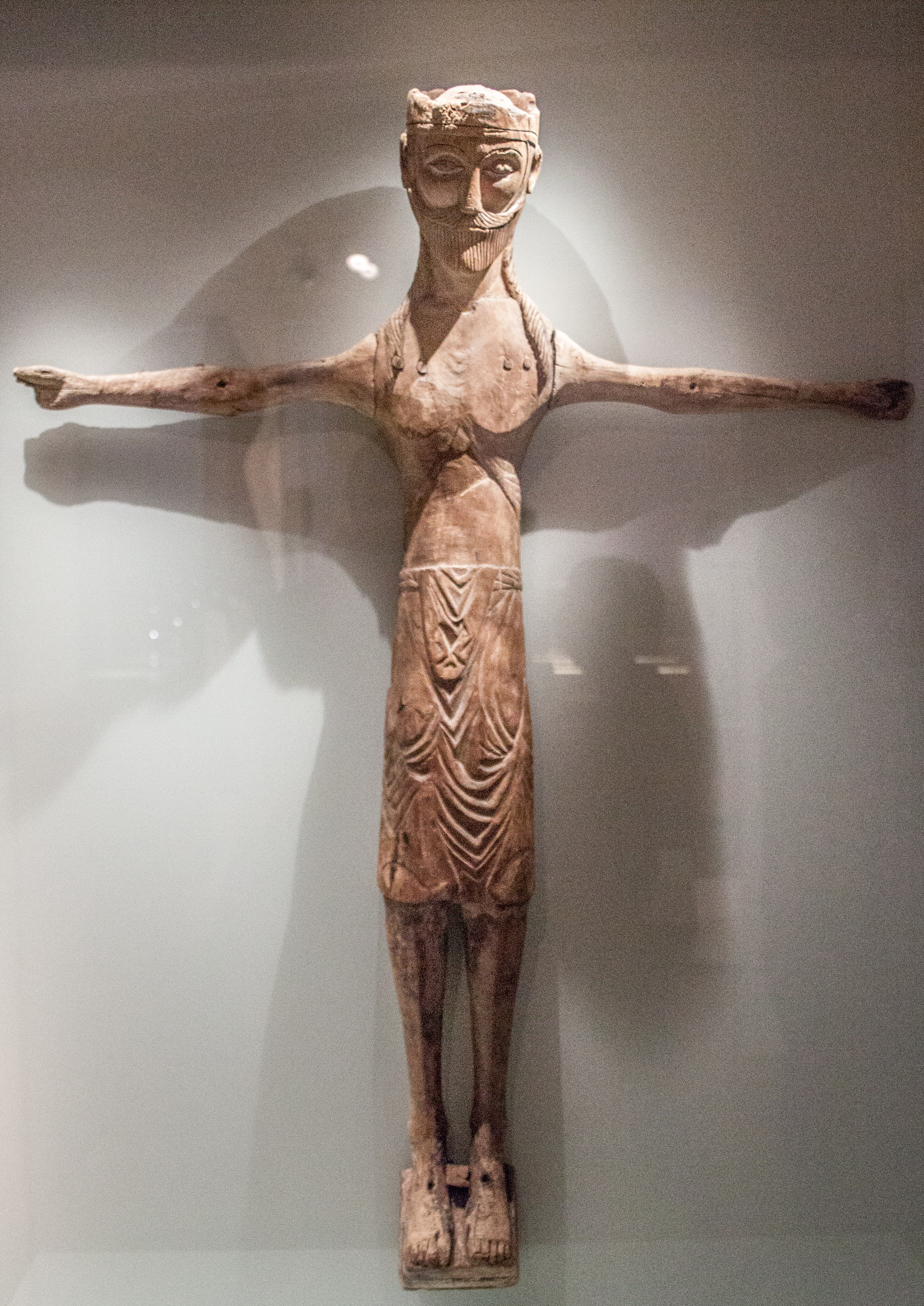
Crist tallat d'Ufsir
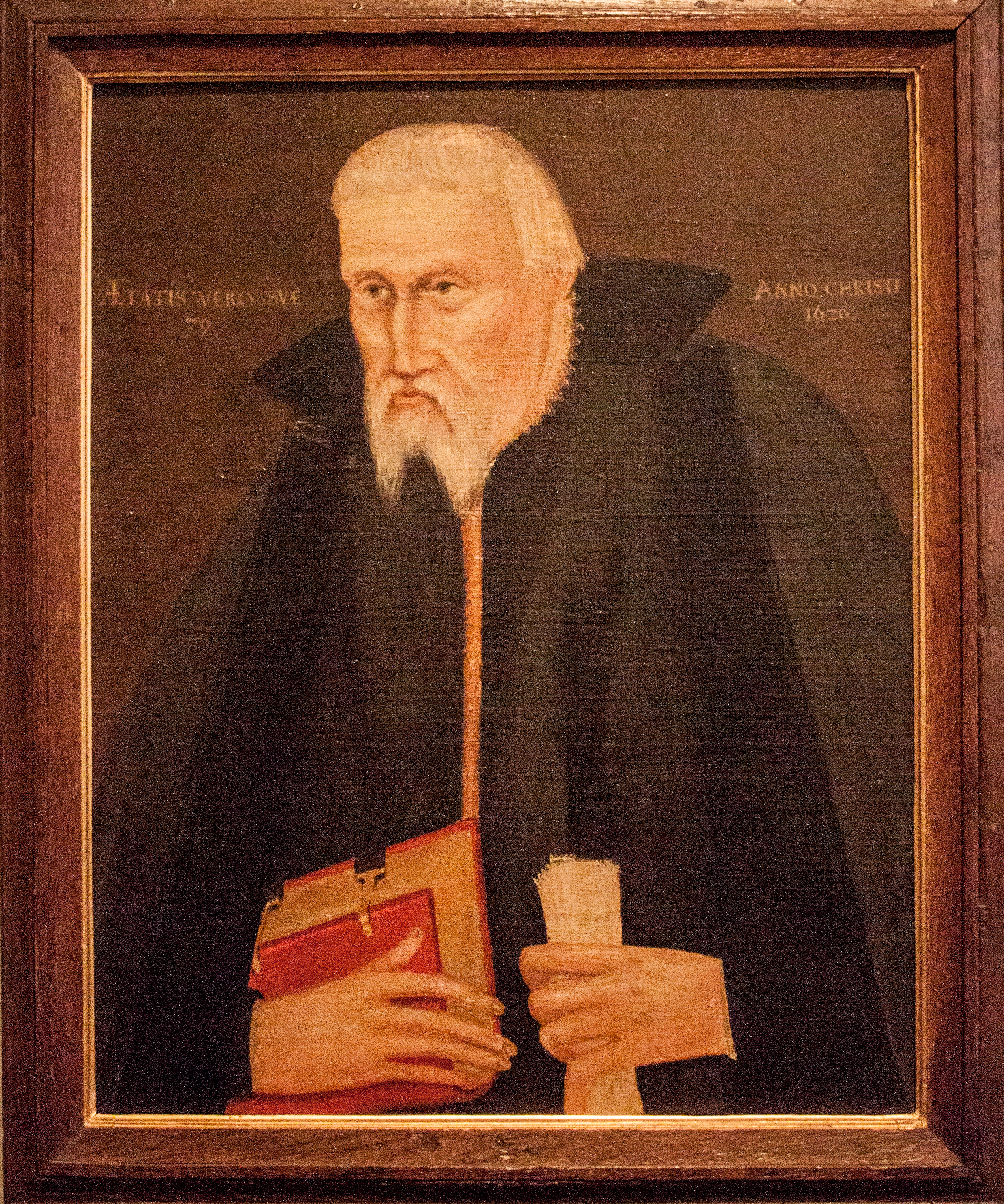
Retrat de Guðbrandur Þorláksson
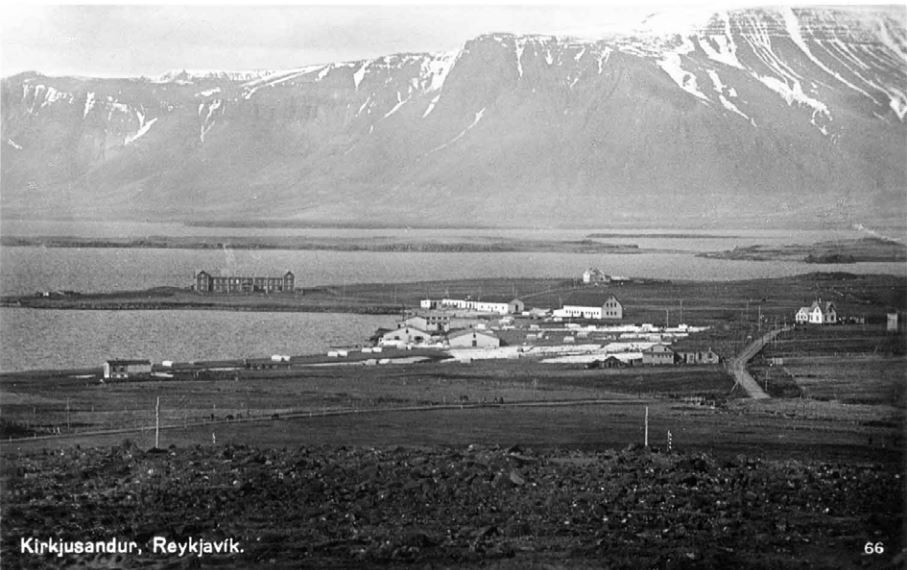
El poble costaner de Kirkjusandur l'any 1920
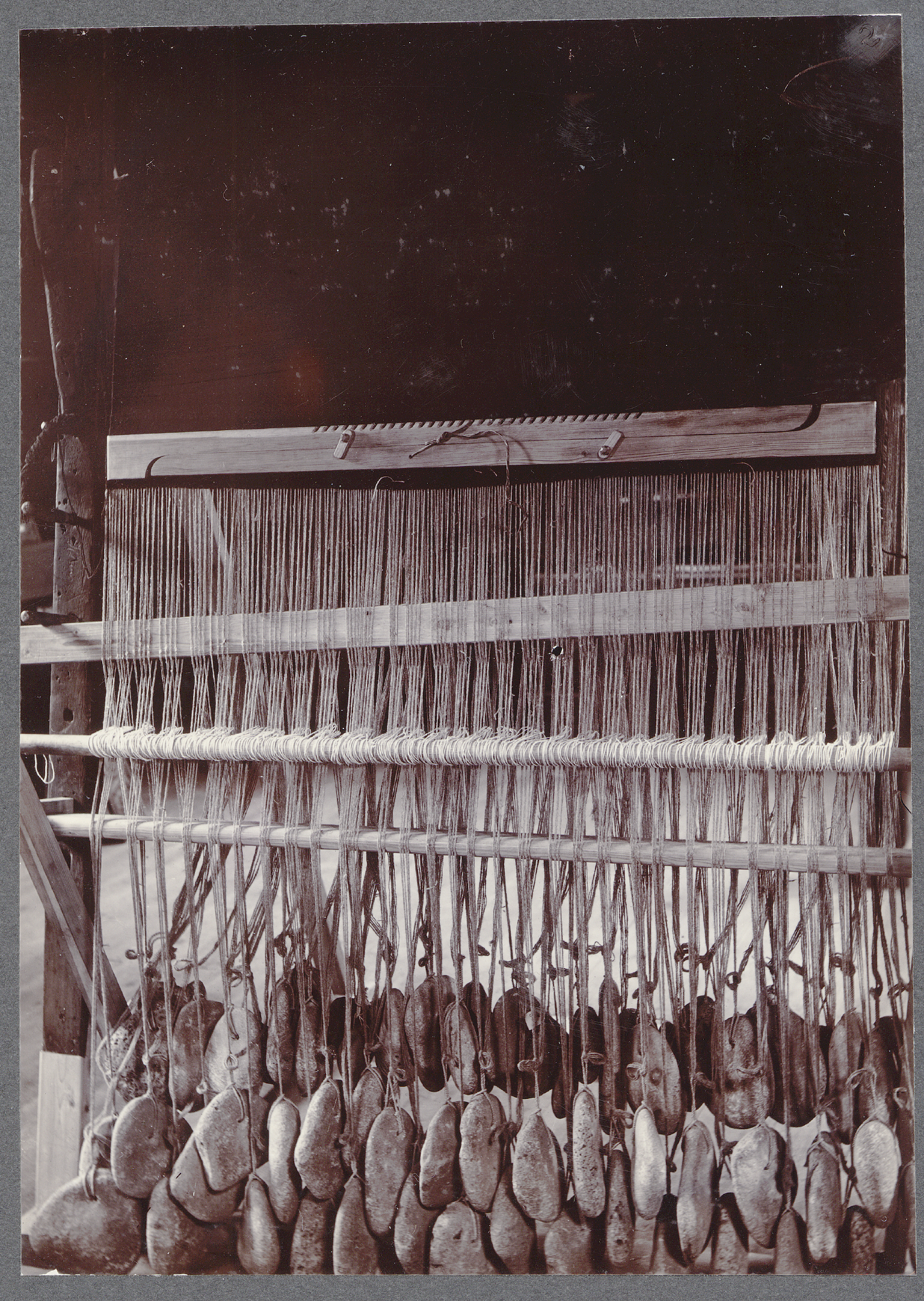
Vell teler
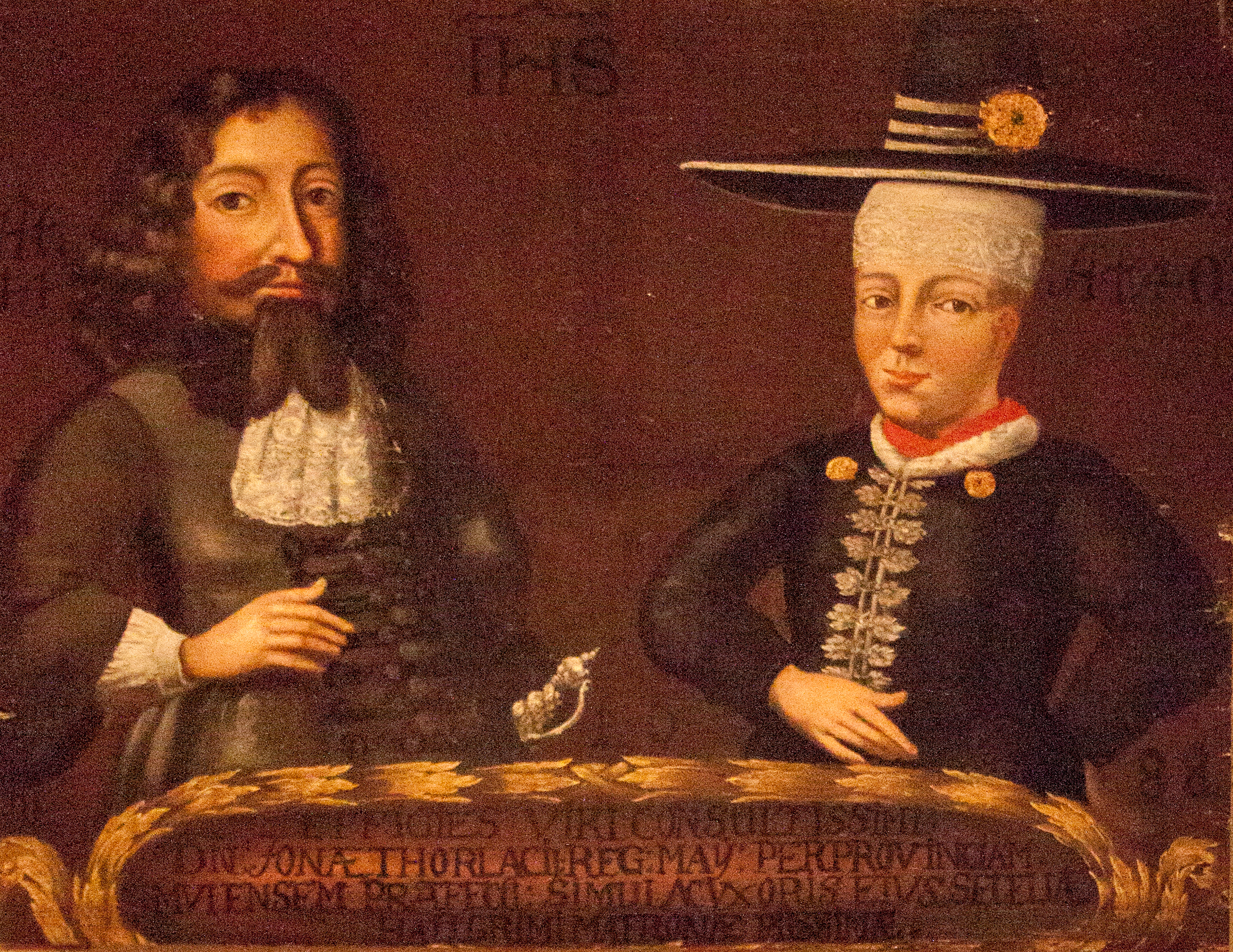
Retrat de Jón Thorlaksson i la seva dona
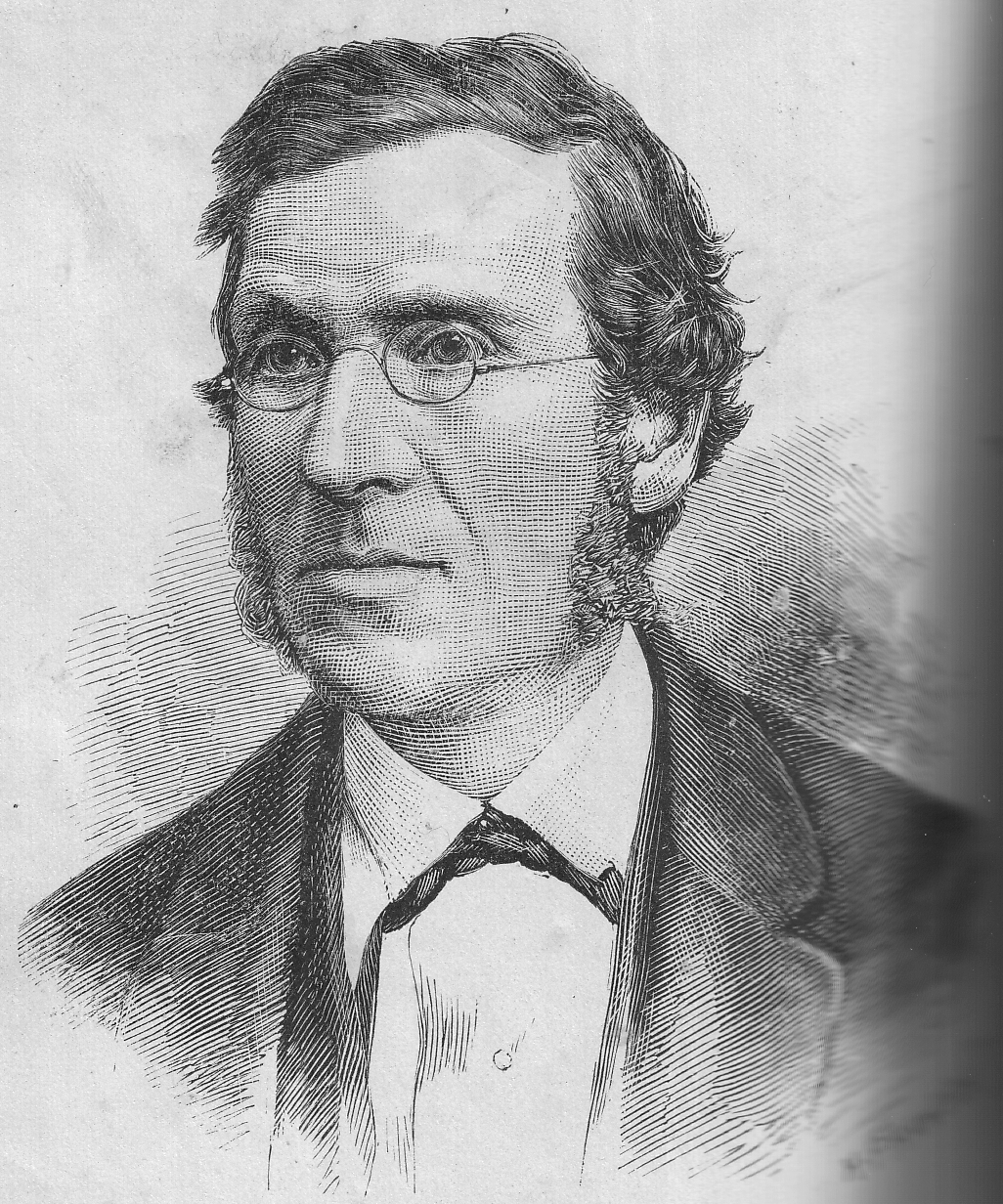
Jón Árnason
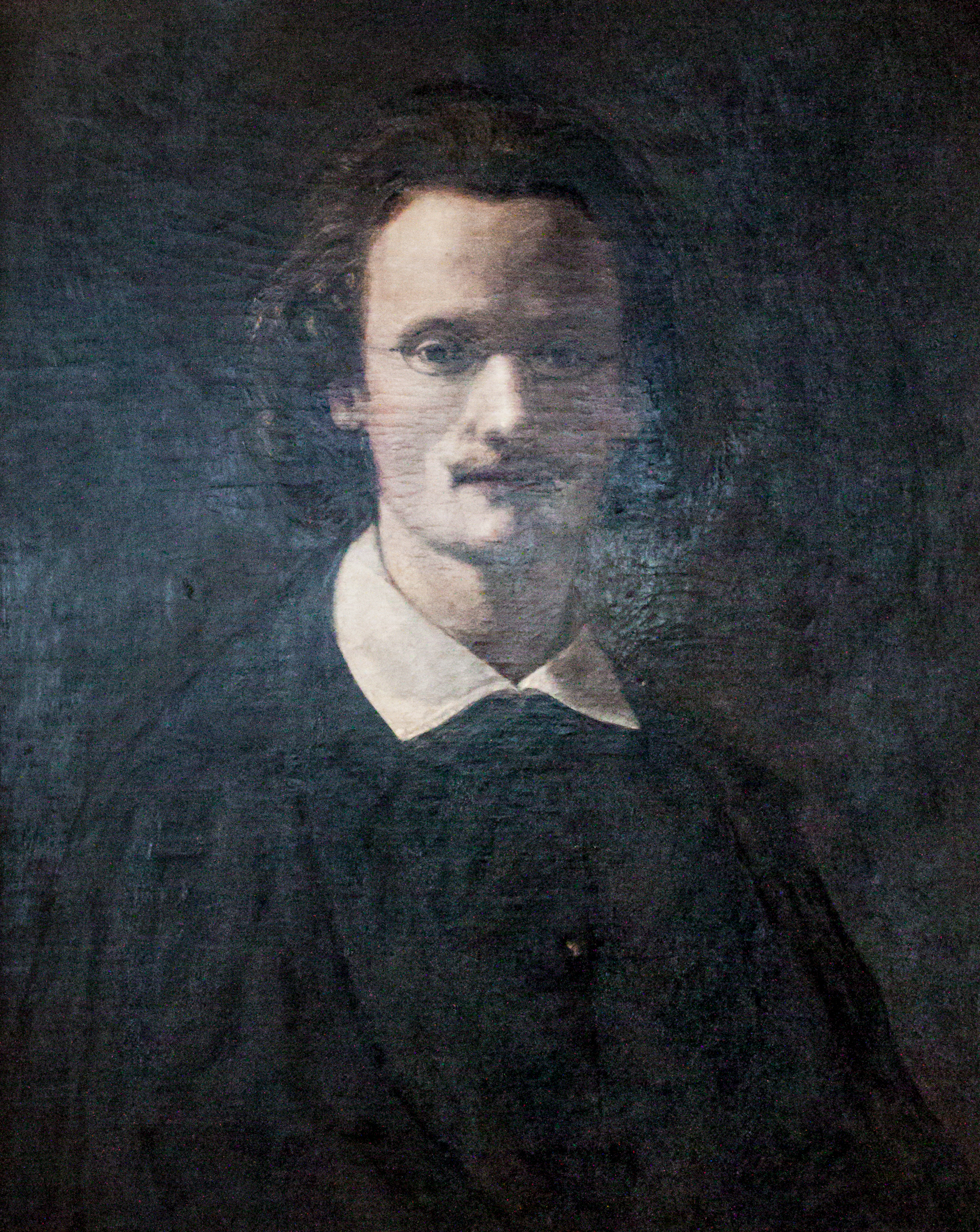
Autoretrat de Sigurdur Gudmundsson
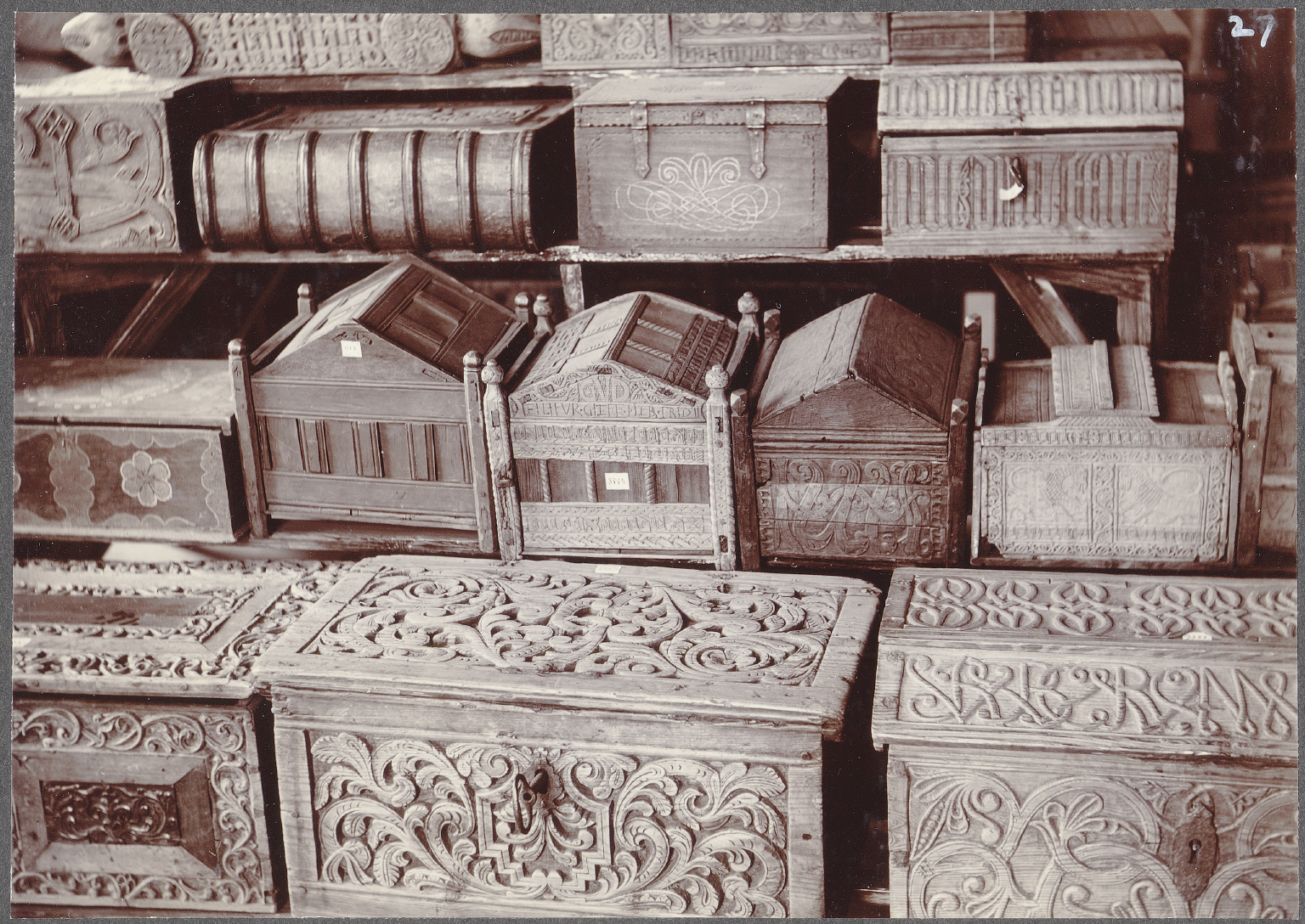
Cofres tallats
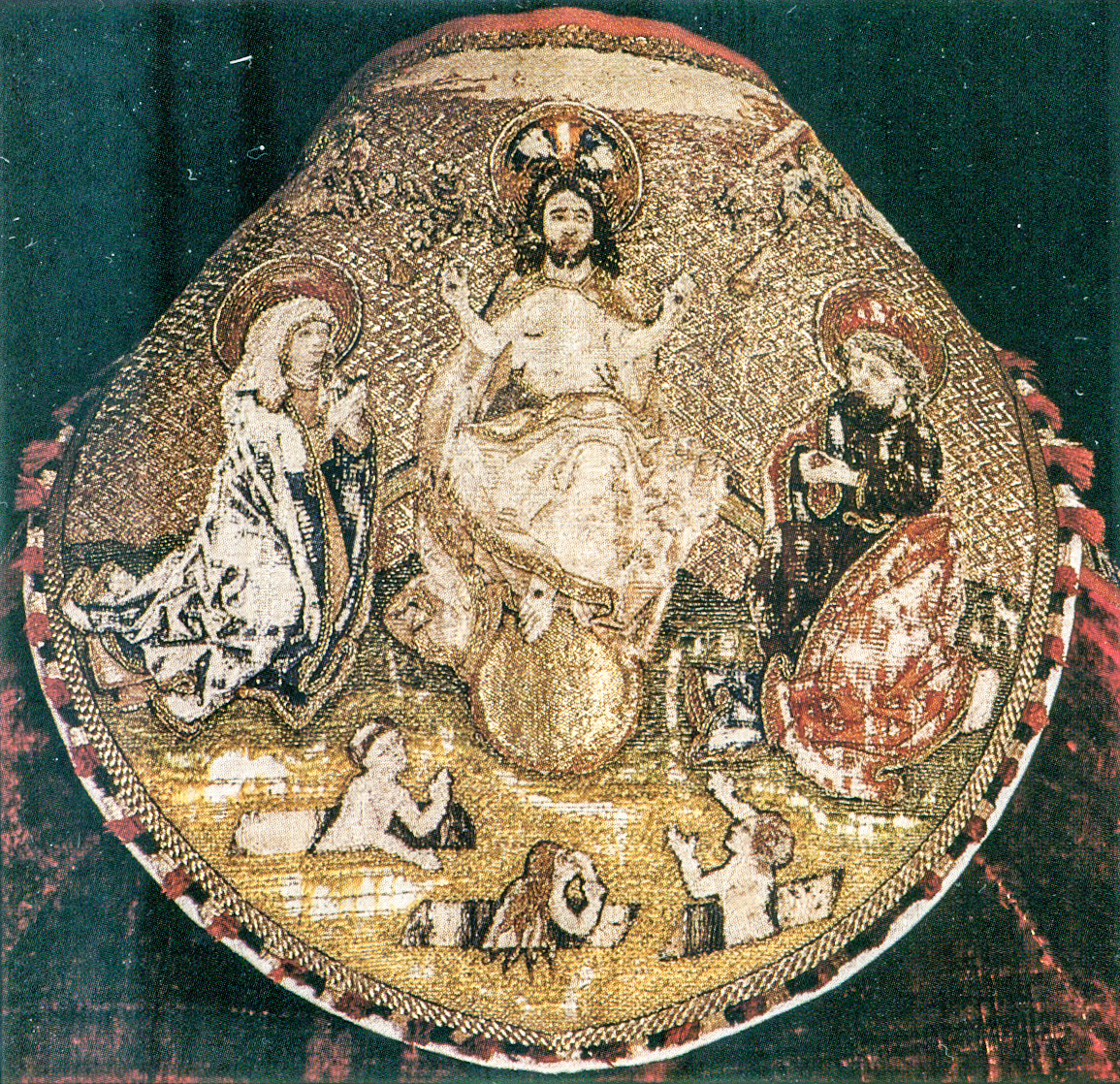
Brodat decoratiu
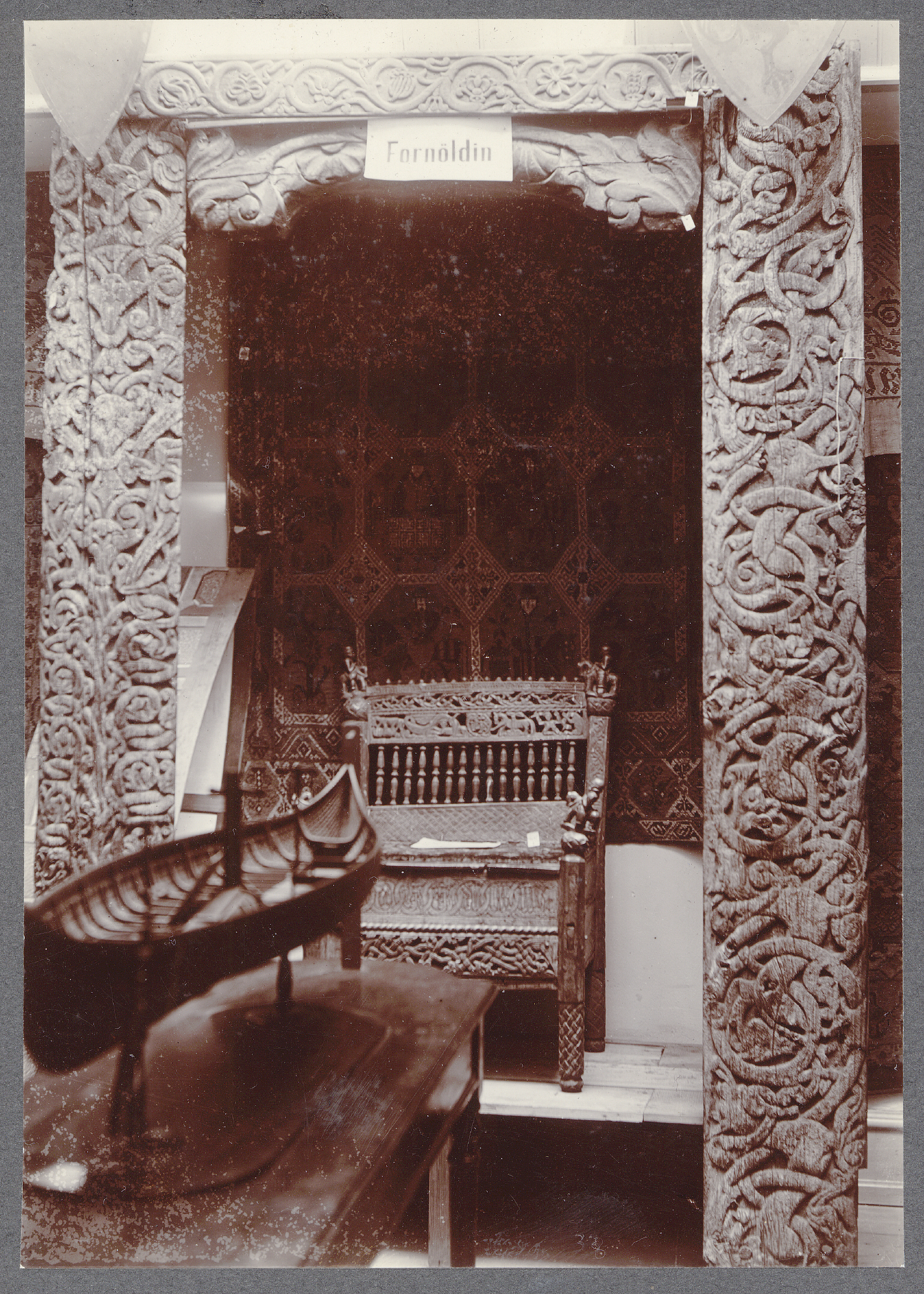
Pals i cadira tallats
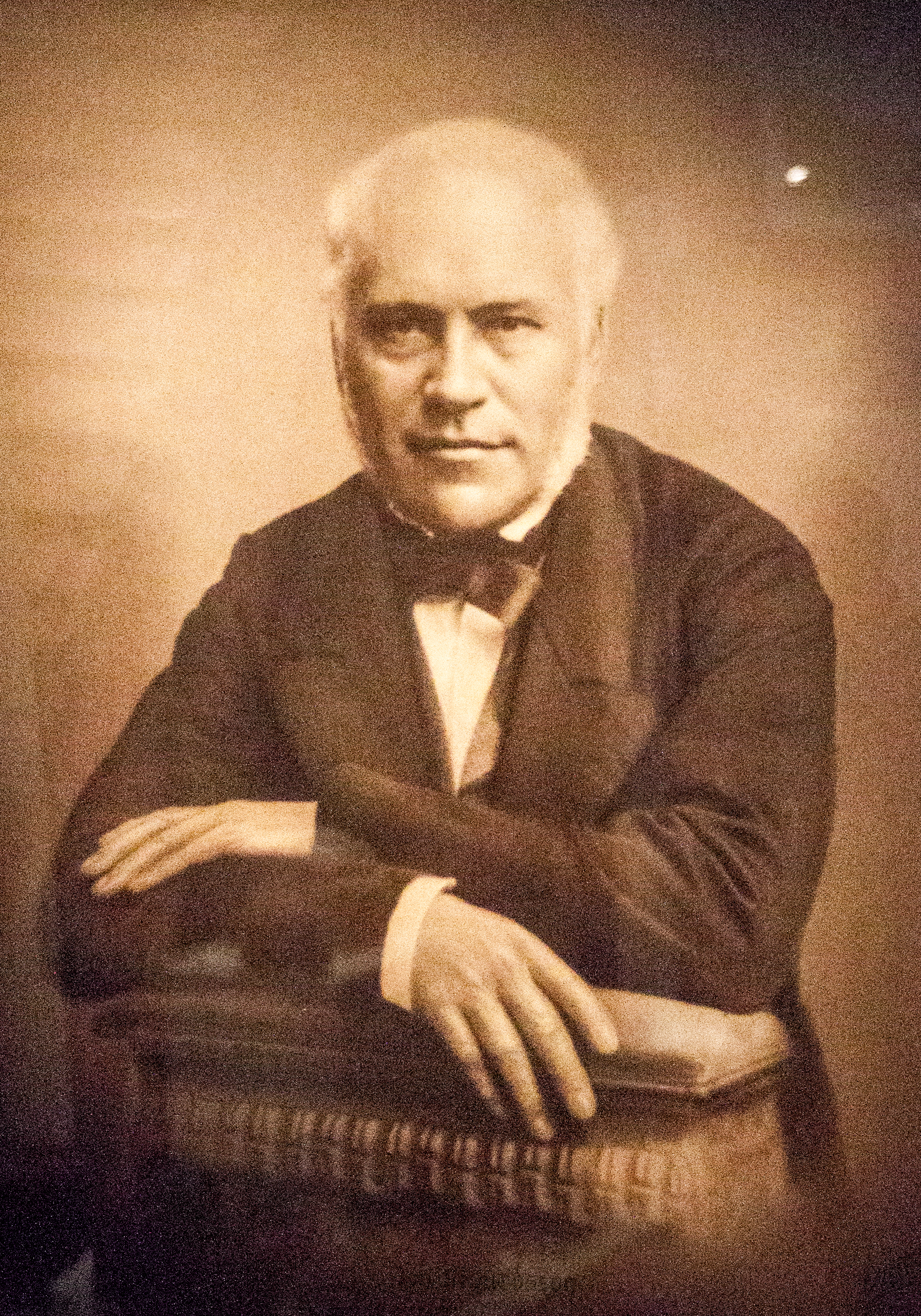
Fotografia de Jón Sigurðsson
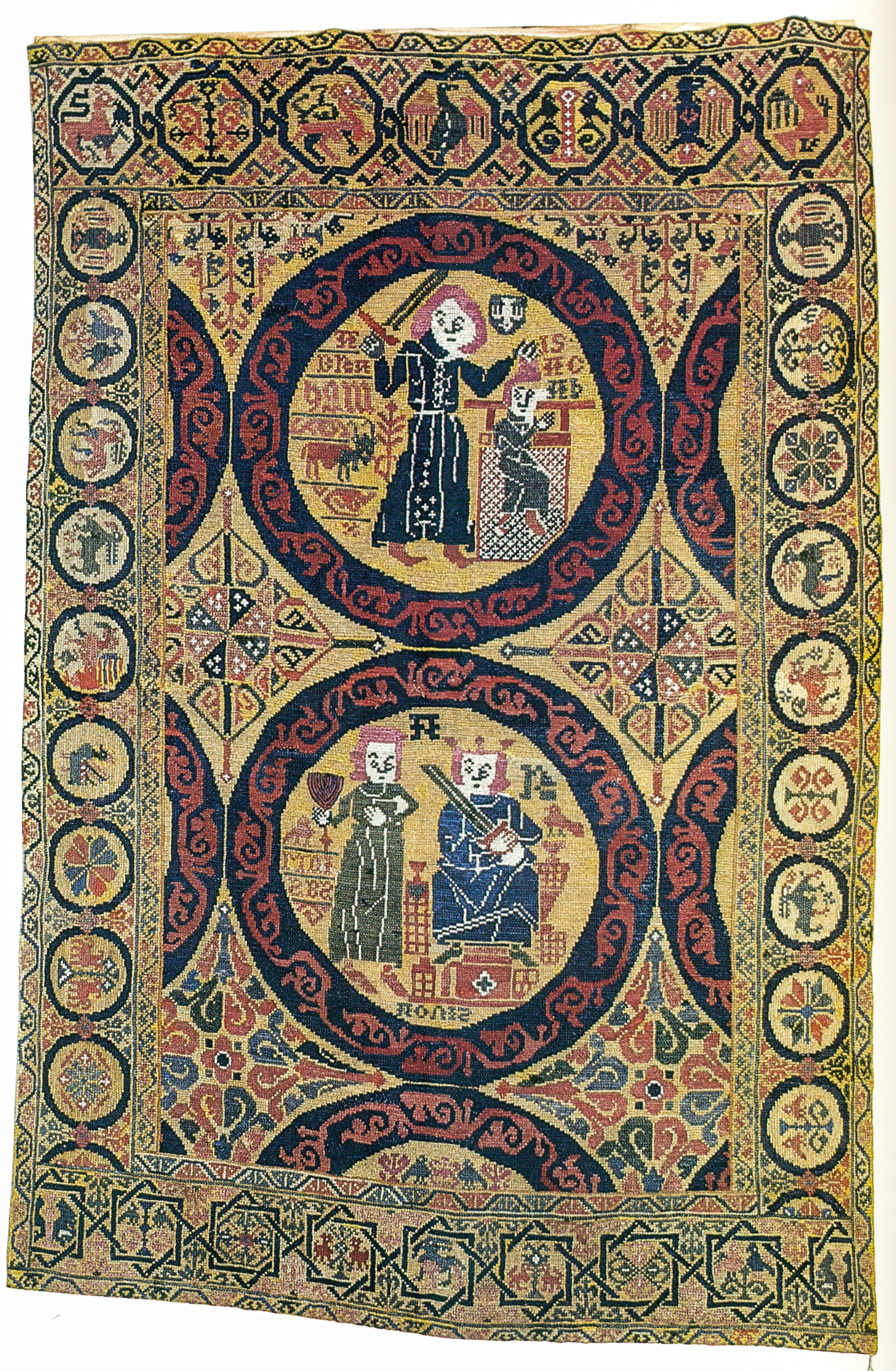
Coberta de llit